# Projekt idealnego miasta Leonarda da Vinci

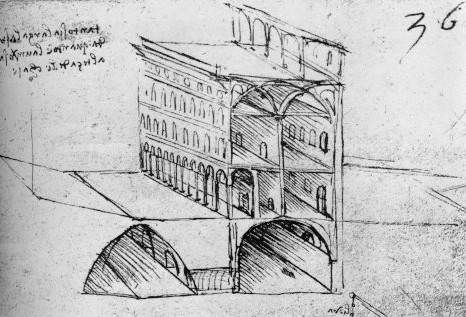

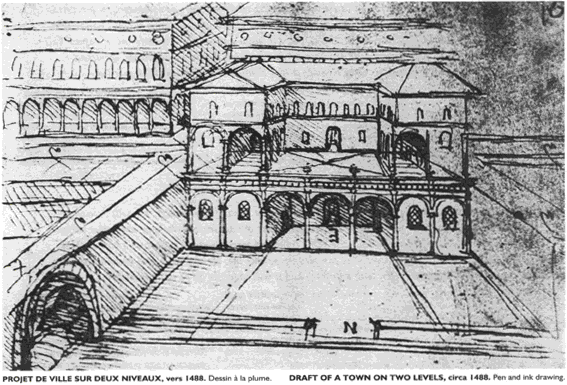

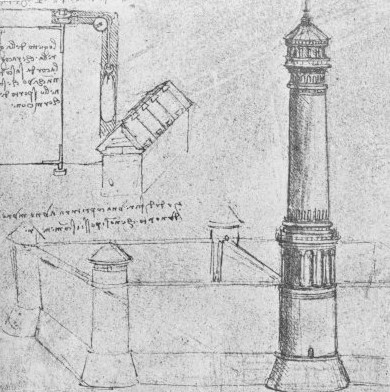

Projekt idealnego miasta (również: Projekt kilkupoziomowego miasta) – niezrealizowany projekt architektoniczny stworzony w 1487 roku przez Leonarda da Vinci, znajdujący się w Manuskrypcie paryskim B. Projekt ten miał posłużyć do przebudowy Mediolanu w miasto idealne.
Idea miasta idealnego była popularna wśród artystów i architektów renesansowych. Swoje propozycje opracowali m.in. Leone Battista Alberti i Filarete. Leonardo zainteresował się tą ideą podczas dyskusji z Donatem Bramantem. W latach 1484 i 1485 jedna trzecia mieszkańców Mediolanu zmarła w wyniku epidemii dżumy. Leonardo da Vinci wysunął przypuszczenie, że choroba rozprzestrzeniła się na skutek złych warunków sanitarnych w mieście. Z tego powodu w 1487 roku opracował plan miasta idealnego.
Ulice i sieć kanałów miejskich miały być połączone w jeden system. Miasto miało dzielić się na dwa poziomy. Na górnej miały mieścić się tereny przeznaczone do spacerów, na dolnej magazyny, kanały, obszary handlowe i system wodno-kanalizacyjny. Bulwary miały być szerokie na 20 braccia (ok. 14 metrów), nie mniejsze od wysokości stojących przy nim budynków. Chodniki miały lekko opadać ku środkowi, by woda deszczowa spływała do umieszczonych na środku wąskich szczelin, a stamtąd do systemu wodno-kanalizacyjnego. Dym miał rozchodzić się wysoko ponad dachami dzięki strzelistym kominom.
Drogi dla wozów i tragarzy miały mieścić się na dolnym poziomie. Poprzez kanalizację nieczystości miały być spłukiwane do podziemnych zbiorników, stamtąd prąd wodny miał zmyć nieczystości do dalszych kanałów, prowadzących do rzeki.
Na górnym poziomie miały mieścić się również główne wejścia do budynków mieszkalnych. Wejścia na dolnym poziomie miały być przeznaczone dla handlarzy i dostawców. Oba poziomy miały być połączone spiralnymi klatkami schodowymi. Leonardo zastosował formę spiralną ze względu na swoje zamiłowanie do tej krzywej oraz podkreślał, że spiralne schody zniechęcą ludność miasta do oddawania moczu na klatce schodowej. Zdaniem Leonarda tradycyjny model klatki schodowej jest nieodpowiedni, gdyż kąty kwadratowe są traktowane jako toalety. Leonardo zaproponował projekt latryny, która obracałaby się jak kołowrót w klasztorze. Dzięki przeciwwadze mogłaby się cofać do pozycji wyjściowej. Na kominach miały być umieszczone specjalne kaptury, zapobiegające tworzeniu się chmur dymu.
Aby zapobiec rozprzestrzenianiu się epidemii, Leonardo zaproponował budowę dziesięciu miast według jego projektu. Każde miasto miało liczyć do pięciu tysięcy domów, trzydziestu tysięcy mieszkańców oraz znajdować się nad brzegiem rzeki lub morza. Miasta miał być budowane przez gminy i państwo.
Antonina Vallentin zasugerowała, że Leonardo projektując miasto myślał wyłącznie o odcięciu elit od niższych klas społecznych. Leonardo, choć będący synem wiejskiej dziewczyny, miał wówczas uważać się za przedstawiciela elit, wykazującego wstręt do biedy i brzydoty.
Propozycje Leonarda nie zostały wdrożone w życie.